# Shirebrook
Shirebrook ist eine Stadt und Gemeinde im Bolsover District in Derbyshire, England.